# Lanvaudan

Lanvaudan este o comună în departamentul Morbihan, Franța. În 1 ianuarie 2022 avea o populație de 809 de locuitori.